# 屋久島機場
屋久島機場（日语：／ Yakushima kūkō */?）是一個位於鹿兒島縣屋久島町的機場，於日本機場分類級別中分類為第三種機場。屋久島被登記為世界遺產之後，因遊客數目上升而令使用人數增加。

## 歷史
- 1963年7月23日：機場啟用（跑道長度為1,100公尺）
- 1975年4月10日：延長機場跑道至1,200公尺
- 1976年12月20日：延長機場跑道至1,500公尺

## 航空公司與航點
| 航空公司           | 目的地                  |
| ------------------ | ----------------------- |
| 日本空中通勤（JC） | 大阪/伊丹、鹿兒島、福岡 |

## 參閱
- 日本機場列表

## 外部連結
- 屋久島機場介紹 （页面存档备份，存于）（日語）
- JAL機場信息 - 屋久島機場 （页面存档备份，存于）（日語）